# Bilbao La Vieja
 (septembre 2012).
Si vous disposez d'ouvrages ou d'articles de référence ou si vous connaissez des sites web de qualité traitant du thème abordé ici, merci de compléter l'article en donnant les références utiles à sa vérifiabilité et en les liant à la section « Notes et références ».

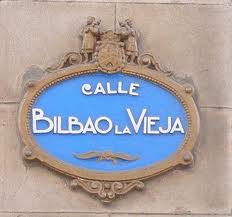
Homonyme rue Bilbao La Vieja

Bilbao La Vieja en espagnol ou Bilbo Zaharra (parfois Alde Zaharra) en basque, est un quartier du 5e district d'Ibaiondo à Bilbao en Biscaye, Espagne.

## Histoire

### Origine
C'est le plus vieux quartier de Bilbao, bien plus que le quartier médiéval de Zazpi Kaleak, fondée en 1300. 
La rive droite de la rivière, qui est aujourd'hui Zazpi Kaleak, était essentiellement commerciale, et la rive gauche, ce que nous appelons aujourd'hui Bilbao La Vieja, une exploitation minière.
L'abondance du minerai de fer et son emplacement stratégique à proximité de l'estuaire du Nervion, a grandement favorisé le commerce extérieur.
Déjà au XVIIIe siècle, avec la Révolution industrielle, l'afflux massif de travailleurs en provenance d'autres provinces et même d'autres pays, a abouti à l'expansion de Bilbao La Vieja et San Frantzisko.
Cette nouvelle extension avu s'installer des familles de travailleurs, des commerçants et la petite bourgeoisie. San Frantzisko est aussi le site d'un monastère franciscain médiéval tardif (d'où son nom), l'un des lieux de Bilbao centre de divertissement et célèbre pour sa vie nocturne animée.

## Transports

### Bilbobus
| Ligne | Parcours                  | Ârrets                                                                     |
| ----- | ------------------------- | -------------------------------------------------------------------------- |
| 11    | Deusto - Atxuri           | Cortes 2, Muelle de la 3 Merced                                            |
| 22    | Sarrikure - Atxuri        | Cortes 2, Muelle de la Merced 3                                            |
| 30    | Txurdinaga - Miribilla    | Dr. Fleming 1, croisement entre Xenpelar avec Zabala 22                    |
| 56    | La Peña - Sagrado Corazón | Cortes 2, Muelle de la Merced 3, Urazurrutia 1, Urazurrutia 40, 4 Zamakola |
| 58    | Mintegitxueta - Atxuri    | 23 Cortes, Cortes 13, sections 2, 1 Urazurrutia                            |
| 75    | San Adrian - Atxuri       | Cortes 2, Muelle de la 3 Merced                                            |
| 77    | Peñascal - Mina del Morro | Cortes 2, Muelle de la 3 Merced                                            |
| 85    | Zazpilanda - Atxuri       | Cortes 2, Muelle de la 3 Merced                                            |

### Train
- Gare Abando.
- Gare Zabalburu

| Origine-Destination | Ligne | Origine-Destination |
| ------------------- | ----- | ------------------- |
| Gare Santurtzi      |       | Gare Abando         |
| Gare Muskiz         |       | Gare Abando         |
| Gare Orduña         |       | Gare Abando         |

### Eusko tren
- Gare Zazpi Kaleak, Place San Nicolás, 3
- Gare Atxuri, Rue Atxuri, 6

## Loisir

### Bâtiments
- Gratte-ciel Bailén, premier gratte-ciel de Bilbao.

### Cafés
- Café Nervión, Rue La Naja, 7
- La Viña, Rue San Francisco, 17
- Marzana, Rue Marzana, 16

### Discothèques

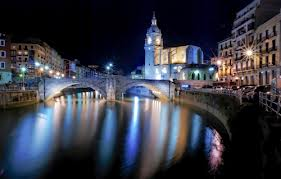
Pont de San Antón

- Bullit Groove Club, Rue Dos de Mayo, 3
- Conjunto Vacío, Muelle de la Merced, 3
- El balcón de la Lola, Rue Bailén, 10
- Le Club, Muelle Marzana, 4

### Musique

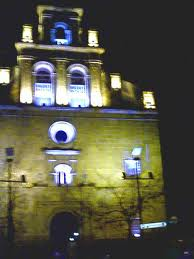
BilboRock

- BilboRock. Rue Muelle de la Merced, 1

Autrefois une église, aujourd'hui aménagé en salle de concert. Des groupes locaux et internationaux.

## Liens

### Art
- Espacio Marzana
- Fundación Bilbao Arte Fundazioa
- Espacio Abisal

### Musées
- Museo de Reproducciones de Bilbao

### Urbanisme
- Bilbao en Construcción (Bilbao la Vieja)